# Cratere Bouguer (Luna)
Bouguer è un cratere lunare di 22,23 km situato nella parte nord-occidentale della faccia visibile della Luna.
Il cratere è dedicato al geofisico francese Pierre Bouguer.

## Crateri correlati
Alcuni crateri minori situati in prossimità di Bouguer sono convenzionalmente identificati, sulle mappe lunari, attraverso una lettera associata al nome.
| Bouguer | Coordinate            | Diametro (in km) |
| ------- | --------------------- | ---------------- |
| A       | 52°36′36″N 33°53′24″W | 7,37             |
| B       | 53°21′36″N 33°04′12″W | 8                |